# Daemonorops micracantha
Daemonorops micracantha là loài thực vật có hoa thuộc họ Arecaceae. Loài này được (Griff.) Becc. mô tả khoa học đầu tiên năm 1893.